# كيفن برادشو
كيفن برادشو (بالإنجليزية: Kevin Bradshaw)‏ هو دراج أسترالي، ولد في 30 أبريل 1957.

## وصلات خارجية
- كيفن برادشو على موقع أرشيف الدراجات (الإنجليزية)
- كيفن برادشو على موقع إحصائيات الدراجات الإحترافية (الإنجليزية)
- كيفن برادشو على موقع أوليمبيديا (الإنجليزية)
- كيفن برادشو على موقع اللجنة الأولمبية الأسترالية (الإنجليزية)